# Sestava Československé hokejové reprezentace na ME 1929
Československé mužstvo získalo pro sebe poslední (pátý) titul na ME. Cesta za titulem ovšem nebyla jednoduchá. Českoslovenští hokejisté se ocitli v nejtěžší skupině s Němci a Rakušany. Domácí maďarské publikum navíc výrazně povzbuzovalo jejich soupeře. Přesto se ovšem podařilo československým hokejistům skupinu vyhrát. Domácí hokejisté naopak skončili ve své skupině druzí a neuspěli ani ve skupině hrané o dodatečný postup do semifinále. V ní stačilo odehrát pouze dva zápasy, protože Rakušané porazili Maďary i hokejisty Švýcarska a již nemohli být předstiženi. K duelu Československa s Maďarskem tedy nedošlo.
Unavení Rakušané v semifinále nestačili na Poláky, kteří měli v nohách o tři utkání méně, protože ve své skupině se utkali s jediným soupeřem. Československo hrálo ve druhém semifinálovém zápase s Itálií v normální hrací době bez branek a o postupu rozhodlo až v prodloužení. Ve finále Polsko vedlo ještě těsně před koncem, ale po Steinghoferövě vyrovnání rozhodl podobně jako v semifinále v prodloužení Dorasil. Pod vlivem tohoto úspěchu bylo v Praze definitivně rozhodnuto o výstavbě prvního stadiónu s umělou ledovou plochou v Československu.

## Tabulka
| Medaile | Mužstvo        |
| ------- | -------------- |
| Zlato   | Československo |
| Stříbro | Polsko         |
| Bronz   | Rakousko       |

## Sestava
- Jan Peka
- Jaroslav Řezáč
- Wolfgang Dorasil
- Jaroslav Pušbauer
- Wilhelm Heinz
- Karel Hromádka
- Bohumil Steigenhöfer
- Jiří Tožička
- Josef Šroubek
- Josef Maleček
- Johann Lichnowski
- Jan Mattern

Trenérem tohoto výběru byl
| Sestava Československé hokejové reprezentace na ME                  | Sestava Československé hokejové reprezentace na ME           | Sestava Československé hokejové reprezentace na ME                |
| ------------------------------------------------------------------- | ------------------------------------------------------------ | ----------------------------------------------------------------- |
| Předchůdce: Sestava Československé hokejové reprezentace na ME 1927 | 1929 Sestava Československé hokejové reprezentace na ME 1929 | Nástupce: Sestava Československé hokejové reprezentace na ME 1932 |